# 久姆里
久姆里（羅馬化：Gyumri），是亚美尼亚西北部希拉克州的州府和最大城市，距离首都埃里温120公里。人口150,917人，是全国第二大城市。
城市的名字在其历史上变换了多次。最初称为Kumayri或Gyumri（Կումայրի），然后改为亚历山德罗波尔（Ալեքսանդրապոլ，1840年－1924年），再后来是列宁纳坎（Լենինական，1924年－1990年），最后是久姆里。

## 历史
最早到达久姆里的人据说是公元前五世纪的希腊人。但也有另一种说法认为久姆里是由辛梅里安人建立的，根据是辛梅里安人在公元前720年占领了此地。在随后的近两千年内，久姆里只有零星的移民，直到1837年此地建立起了一个重要的俄罗斯要塞。
1840年，久姆里围绕着要塞迅速成长，并被命名为“亚历山德罗波尔”。这个名字是为了向沙皇尼古拉一世的妻子普鲁士的夏洛特公主表示敬意，因为她在皈依了东正教后改名为“亚历山德拉·费奥多罗芙娜”（一说是为了纪念沙皇亚历山大一世）。久姆里成为俄罗斯帝国军队在南高加索地区的重要据点并修建了许多军营。
当时，亚历山德罗波尔的地位被认为比埃里温重要，而埃里温只是一个看起来无关紧要的小村庄。在俄罗斯-土耳其战争中，大量亚美尼亚人从卡尔斯、埃尔祖鲁姆等奥斯曼帝国领土内的城市来到亚历山德罗波尔。埃里温仍然无足轻重，直到被宣布为1918年独立的亚美尼亚共和国和1920年亚美尼亚苏维埃社会主义共和国的首都，这一状况才得到改变。
1924年，为了纪念已故的苏联领导人弗拉基米尔·列宁，城市名字改为了“列宁纳坎”。列宁纳坎是亚美尼亚苏维埃社会主义共和国的主要工业中心，也是仅次于埃里温的全国第二大城市。在1988年影响全国大部分地区的斯皮塔克地震中，列宁纳坎受到了严重的损毁。目前使用的这个城市名字是在1990年苏联解体后采用的。
如今，久姆里仍然是亚美尼亚共和国的第二大城市。

## 建筑
在久姆里，共有5座教堂、1座女子修道院和1座俄罗斯礼拜堂。其中最重要、最具有历史意义的是神圣救世主教堂（Church of the Holy Saviour）。教堂始建于1859年，于1873年完工。但在1988年斯皮塔克地震中，
这座教堂受到了严重的破坏，目前正在重建过程中。
另有铁喷泉等艺术建筑。

## 友好城市
- 保加利亚普罗夫迪夫
- 美国亞歷山大
- 埃及亞歷山大港
- 希腊塞薩洛尼基
- 巴西奧薩斯庫
- 法國克雷泰伊
- 俄羅斯莫茲多克
- 義大利纳尔多
- 英国艾士菲（英语：Ashfield_District）
- 庫塔伊西
- 俄羅斯烏里揚諾夫斯克
- 爱沙尼亚塔爾圖
- 羅馬尼亞皮特什蒂
- 中国西安
- 阿根廷科爾多瓦
- 波蘭比亞維斯托克
- 羅馬尼亞恰德爾倫加
- 俄羅斯多莫傑多沃
- 美国格倫代爾